# Цензор (консул)
Цензор (лат. Censor) — галло-римский государственный деятель середины III века.
Его имя и должности известны из ряда надписей, найденных на территории провинций Британия и Верхняя Германия. Известно, что он занимал дважды должность консула в правление императора сепаратистской Галльской империи Постума, первый раз — консула-суффекта, а во второй ординарного. Его коллегой во второе консульство был Лепид. В Фастах имя Цензора, как и ряда консулов Галльской империи, отсутствует, поскольку они не были признаны официальными римскими властями.
Потомком Цензора, возможно, был Север Цензор Юлиан.